# Barbara Bedford
Barbara Jane Bedford  (Hanover (New Hampshire), 9 november 1972) is een Amerikaans zwemster.

## Biografie
In 1998 werd Bedford zowel wereldkampioene op de 4×100 meter vrije slag en wisselslag.
Bedford won tijdens de Olympische Zomerspelen van 2000 de gouden medaille op de 4×100 meter wisselslag.

## Internationale toernooien
| Jaar | Olympische Spelen                   | WK langebaan                                                         | Pan-Pacs                                          | P-AS                                            | WK kortebaan                                                              |
| ---- | ----------------------------------- | -------------------------------------------------------------------- | ------------------------------------------------- | ----------------------------------------------- | ------------------------------------------------------------------------- |
| 1993 |                                     |                                                                      | 100m rugslag · 200m rugslag                       |                                                 |                                                                           |
| 1994 |                                     | 100m rugslag · 4e 200m rugslag                                       |                                                   |                                                 |                                                                           |
| 1995 |                                     |                                                                      | 6e 100m rugslag                                   | 100m rugslag · 200m rugslag · 4x100m wisselslag | 100m rugslag · 4e 200m rugslag · 7e 4x100m vrije slag · 4x100m wisselslag |
| 1996 |                                     |                                                                      |                                                   |                                                 |                                                                           |
| 1997 |                                     |                                                                      | 4e 200m rugslag                                   |                                                 |                                                                           |
| 1998 |                                     | 4x100m vrije slag · 4x100m wisselslag · Bedford zwom enkel de series |                                                   |                                                 |                                                                           |
| 1999 |                                     |                                                                      | 10m rugslag · 5e 200m rugslag · 4x100m wisselslag |                                                 |                                                                           |
| 2000 | 6e 100m rugslag · 4x100m wisselslag |                                                                      |                                                   |                                                 |                                                                           |

1960: Burke, Kempner, Schuler, von Saltza ·
1964: Ferguson, Goyette, Stouder, Ellis ·
1968: Hall, Ball, Daniel, Pedersen ·
1972: Belote, Carr, Deardurff, Neilson ·
1976: Richter, Anke, Pollack, Ender ·
1980: Reinisch, Geweniger, Pollack, Metschuck ·
1984: Andrews, Caulkins, Meagher, Hogshead ·
1988: Otto, Hörner, Weigang, Meißner ·
1992: Loveless, Nall, Ahmann-Leighton, Thompson ·
1996: Botsford, Beard, Martino, Van Dyken ·
2000: Bedford, Quann, Thompson, Torres ·
2004: Rooney, Jones, Thomas, Henry ·
2008: Seebohm, Jones, Schipper, Trickett ·
2012: Franklin, Soni, Vollmer, Schmitt ·
2016: Baker, King, Vollmer, Manuel ·
2020: K. McKeown, Hodges, E. McKeon, Campbell ·
2024: Smith, King, Walsh, Huske